# آندری فینونچنکو
آندری فینونچنکو (انگلیسی: Andrei Finonchenko؛ زادهٔ ۲۱ ژوئن ۱۹۸۲) بازیکن فوتبال اهل قزاقستان است.
از باشگاه‌هایی که در آن بازی کرده‌است می‌توان به باشگاه فوتبال شاختار قراغندی اشاره کرد.
وی همچنین در تیم ملی فوتبال قزاقستان بازی کرده‌است.